# Nyctemera picata
Nyctemera picata là một loài bướm đêm thuộc phân họ Arctiinae, họ Erebidae.